# Катав-Ивановск
Катав-Ивановск (рус. Катав-Ивановск) град је у Русији у Чељабинској области. Према попису становништва из 2010. у граду је живело 17630 становника.

## Становништво
| 1939.  | 1959.  | 1970.  | 1979.  | 1989.  | 2002.  | 2010.  |
| ------ | ------ | ------ | ------ | ------ | ------ | ------ |
| 14.273 | 20.573 | 20.188 | 22.795 | 24.972 | 20.162 | 17.630 |